# Amico d'Arsoli
Amico d'Arsoli Passamonti, Amicus Arsulae clari nominis, come lo chiama Paolo Giovio (... – Gavinana, 3 agosto 1530), è uno dei personaggi più noti di Arsoli, comune laziale nella valle dell'Aniene.
A lui è tuttora intitolata una piazza del paese.

## Biografia
Uomo d'armi in un periodo storico in cui in Italia i capitani di ventura potevano aspirare a grandi fortune, fu coinvolto nelle guerre che videro contrapposti gli eserciti del re Francesco I di Francia e dell'imperatore Carlo V per il predominio sulla penisola. Combattendo per il papa Clemente VII (Giulio de' Medici, 1523-1534), in una battaglia presso Magliano dei Marsi, provocò a singolar tenzone Scipione Colonna e lo uccise.
Il 17 febbraio 1528, insieme con l'abate di Farfa, entrò a Roma e sorprese gli ultimi lanzichenecchi rimasti dopo il famoso Sacco massacrandoli tutti.
Nel 1530 si mise poi al servizio della repubblica fiorentina. Il 3 agosto di quell'anno si svolse la celebre battaglia di Gavinana, che vide la sconfitta di Francesco Ferrucci sopraffatto dalle forze del principe d'Orange, la resa di Firenze e la fine della repubblica. In quell'occasione Marzio Colonna, che militava nell'esercito di Carlo V, comprò per seimila ducati Amico d'Arsoli, che era stato fatto prigioniero e lo uccise per vendicare così la morte del cugino Scipione perito in duello.
Ogni anno dal 1997 a giugno viene indetto ad Arsoli il cosiddetto Palio dell'Amico, animato da un corteo formato da personaggi in costume d'epoca, sbandieratori, arcieri e duellanti.